# 渡辺俊雄 (実業家)
渡辺 俊雄（渡邊 俊雄、わたなべ としお、1899年（明治32年）9月9日 - 没年不明）は、日本の実業家。渡邊工業社長。名古屋螺子製作所（現：メイラ株式会社）創業者。息子は作曲家の渡辺宙明。孫は、映画・ドラマ・アニメ等の音楽やさだまさしのアレンジャーとして知られる渡辺俊幸。曽孫（俊幸の娘）は芸術家アイドルとして活動するマコ・プリンシパル（渡辺真子）。

## 経歴
新潟県長岡市出身。旧家・渡邊毅夫の長男として生まれる。父・毅夫は教育界で活躍し、女学校校長や渡邊工業取締役を務めた。
長岡中学を卒業後、九州の明治専門学校機械科に入学。1923年（大正12年）首席で同校を卒業後、豊国セメント株式会社に入社し、名古屋工場に勤務する。
のち独立して名古屋螺子製作所（現：メイラ株式会社）を設立し、1936年（昭和11年）同郷の大実業家・大橋新太郎の後援を得て株式組織に改め、自ら専務取締役に任じた。
1938年（昭和13年）11月、渡邊工業を創立し社長に就任。

## 人物
宗教は真宗。趣味はスポーツ・読書。

## 家族
父・毅夫（1872年 - 没年不明）
母・キチ（1880年 - 没年不明）
妻・ハル（1902年3月 - 没年不明、熊本高女卒）
長男・宙明
長女・和子